# Manchester United FC (rezerva a akademie)
Manchester United Football Club do 21 let je rezervní tým Manchesteru United. Rezerva hraje ligovou sezónu v Premier League do 21 let, což je nejvyšší liga v Anglii pro tuto věkovou kategorii. V této kategorii smí být maximálně tři hráči z pole a jeden brankář starší 21 let. Své zápasy hraje rezerva na AJ Bell Stadiónu v Manchesteru.
Manchester United Football Club do 18 let je akademie Manchesteru United, hrající skupinu A v Premier League do 18 let. Své domácí zápasy hraje v tréninkovém centru Traffordu.

## Sestava U21
Aktuální k datu: 13. únor 2016
| Číslo |             | Pozice | Hráč                |
| ----- | ----------- | ------ | ------------------- |
| 34    | Anglie      | B      | Dean Henderson      |
| 37    | Skotsko     | O      | Donald Love         |
| 40    | Portugalsko | B      | Joel Castro Pereira |
| 41    | Wales       | O      | Regan Poole         |
| 45    | Anglie      | Z      | Sean Goss           |
| 46    | Anglie      | Z      | Joe Rothwell        |
| 47    | Anglie      | Z      | James Weir          |
| 49    | Anglie      | Z      | Joe Riley           |
| —     | Anglie      | B      | George Dorrington   |

| Číslo |        | Pozice | Hráč             |
| ----- | ------ | ------ | ---------------- |
| —     | Libye  | O      | Sadiq El Fitouri |
| —     | Anglie | Z      | Joshua Harrop    |
| —     | Anglie | Z      | Scott McTominay  |
| —     | Anglie | Z      | Oliver Rathbone  |
| —     | Anglie | Z      | Devonte Redmond  |
| —     | Anglie | Z      | Matthew Willock  |
| —     | Kanada | Ú      | Josh Doughty     |
| —     | Anglie | Ú      | Demetri Mitchell |

## Úspěchy

### Rezerva
- Premier League U21 ( 2× )
  - 2012/13, 2014/15
- Premier Reserve League – severní mistr ( 5× )
  - 2001/02, 2004/05, 2005/06, 2009/10, 2011/12
- Premier Reserve League – vítěz playoff ( 4× )
  - 2005, 2006, 2010, 2012
- Central League – sever ( 9× )
  - 1914/1913, 1920/1921, 1938/1939, 1946/1947, 1955/1956, 1959/1960, 1993/1994, 1995/1996, 1996/1997
- Central League – západ ( 1× )
  - 2004/2005
- Central League Cup ( 1× )
  - 2004/2005
- Manchester Senior Cup ( 27× )
  - 1908, 1910, 1912, 1913, 1920, 1924, 1926, 1931, 1934, 1936, 1937, 1939, 1948, 1955, 1957, 1959, 1964, 1999, 2000, 2001, 2004, 2006, 2008, 2009, 2011, 2012, 2013, 2014
- Lancashire Senior Cup ( 15× )
  - 1898, 1913, 1914, 1920, 1929, 1938, 1941, 1943, 1946, 1951, 1969, 2008, 2009, 2012, 2013

### Akademie
- FIFA Youth Cup ( 18× )
  - 1954, 1957, 1959, 1960, 1961, 1962, 1965, 1966, 1968, 1969, 1975, 1976, 1978, 1979, 1981, 1982, 2004, 2005
- FA Youth Cup ( 10× )
  - 1953, 1954, 1955, 1956, 1957, 1964, 1992, 1995, 2003, 2011
- Champions Youth Cup ( 1× )
  - 2007
- Milk Cup ( 5× )
  - 1991, 2003, 2008, 2009, 2013, 2014
- Premier League U18 – skupina ( 3× )
  - 1998/99, 2000/01, 2009/10
- Lancashire League – 1. divize ( 12× )
  - 1954/55, 1983/84, 1984/85, 1986/87, 1987/88, 1989/90, 1990/91, 1992/93, 1994/95, 1995/96, 1996/97, 1997/98
- Lancashire League – 2. divize ( 4× )
  - 1964/65, 1969/70, 1971/72, 1988/89, 1996/97
- Lancashire League – 1. divize – pohár ( 4× )
  - 1954/55, 1955/56, 1959/60, 1963/64
- Lancashire League – 2. divize – pohár ( 10× )
  - 1955/56, 1956/57, 1959/60, 1961/62, 1963/64, 1964/65, 1965/66, 1969/70, 1971/72, 1976/77